# 科胡塔 (喬治亞州)
科胡塔（英語：Cohutta）是一個位於美國喬治亞州惠特菲爾德縣的城鎮。

## 地理
科胡塔的座標為34°57′33″N 84°57′10″W / 34.95917°N 84.95278°W，而該地的平均海拔高度為263米（即863英尺）。

## 人口
根據2010年美國人口普查的數據，科胡塔的面積為6.50平方千米，當中陸地面積為6.40平方千米，而水域面積為0.10平方千米。當地共有人口661人，而人口密度為每平方千米102人。